# O Barco de Valdeorras
O Barco de Valdeorras (galicisch und offiziell; spanisch El Barco de Valdeorras) ist eine Stadt im Nordwesten Spaniens. Sie liegt in der Provinz Ourense, innerhalb der Autonomen Region Galicien nahe der Grenze zu Portugal. Eine der Grundlagen ihrer Wirtschaft, neben dem Bergbau und der Schieferverarbeitung, ist die Produktion von Wein mit der Herkunftsbezeichnung Valdeorras. Überreste der römischen und vorrömischen Kultur und mehrere Gutshäuser sind die herausragendsten Denkmäler der Gemeinde.

## Bevölkerungsentwicklung der Gemeinde
Legende: El Barco___O Barco de Valdeorras

Quelle: INE-Archiv – grafische Aufarbeitung für Wikipedia

## Gemeindegliederung
Die Gemeinde Allariz ist in 16 Parroquias gegliedert:
| Parroquias             | Patrozinium   | Einwohner 2024 | Fläche km² | Dichte Einw./km² | Höhe msnm | Ortskennzahl |
| ---------------------- | ------------- | -------------- | ---------- | ---------------- | --------- | ------------ |
| Alixo                  | San Martiño   | 50             | 4,07       | 12               | 823       | 32009010000  |
| O Barco                | San Amaro     | 11.049         | 4,21       | 2.624            | 320       | 32009020000  |
| O Castro de Valdeorras | Santa María   | 89             | 1,39       | 64               | 411       | 32009030000  |
| Cesures                | San Clemente  | 28             | 2,28       | 12               | 550       | 32009040000  |
| Coedo                  | Santo Antonio | 31             | 0,43       | 72               | 332       | 32009140000  |
| Éntoma                 | San Xoán      | 292            | 7,57       | 39               | 352       | 32009050000  |
| Forcadela e Nogaledo   | Santiago      | 15             | 6,87       | 2                | 530       | 32009060000  |
| Millarouso e Santurxo  | A Concepción  | 66             | 2,47       | 27               | 406       | 32009080000  |
| A Proba                | Santa María   | 378            | 1,59       | 238              | 337       | 32009090000  |
| Santa Mariña do Monte  | Santa Mariña  | 33             | 9,24       | 4                | 856       | 32009110000  |
| Santigoso              | San Miguel    | 137            | 20,37      | 7                | 775       | 32009120000  |
| Vilanova de Valdeorras | Santa María   | 265            | 4,36       | 61               | 459       | 32009130000  |
| Viloira                | San Martiño   | 788            | 6,05       | 130              | 347       | 32009150000  |
| Xagoaza                | San Miguel    | 56             | 14,54      | 4                | 408       | 32009070000  |

## Wirtschaft
| Ackerbau, Viehzucht und Fischerei                                                  | 0114  | 02,51  |
| Industrie                                                                          | 1.076 | 023,66 |
| Bauwirtschaft                                                                      | 0281  | 06,18  |
| Dienstleistungsbetriebe                                                            | 3.077 | 067,66 |
| Total                                                                              | 4.548 | 100,00 |
| * Daten aus dem Statistischen Amt für Wirtschaftliche Entwicklung in Galicien, IGE |       |        |

## Persönlichkeiten
- Lauro Olmo (1922–1994), Schriftsteller